# Teletón 2002 (Chile)
La Teletón 2002 fue la décima séptima versión de la campaña solidaria realizada en Chile. Se llevó a cabo el 29 y 30 de noviembre de tal año. El lema de dicha edición fue «La Teletón es tuya», debido a la complicadísima situación económica que la institución vivió ese año, luego que en 2001 no se realizara por las elecciones parlamentarias. La niña símbolo fue Kimberly Cruz. El último cómputo de esta campaña fue de $ 10 532 480 521 (US$ 19 115 209), mientras que la recaudación final alcanzó los $ 11 573 600 179 (US$ 21 004 719)

## Desarrollo
Se debían reunir $10 mil millones de pesos en esa ocasión. El año anterior, la Fundación Teletón en conferencia de prensa expresó el déficit de dinero que se produjo en la versión anterior y para poner en marcha todo el aparataje que demandaba la fundación y el evento, se pidió un préstamo al Banco de Chile por mil millones de pesos para cubrir los gastos que se generaron los meses subsecuentes. Este déficit en cuestión se debió a que entre la edición de 1996 y el inicio de la campaña de ese año solo se realizaron dos versiones de esta cruzada (1998 y 2000), puesto que en los años 1997, 1999 y 2001 se efectuaron procesos eleccionarios en el país. Debido a esto, parte de la publicidad oficial tuvo como mensaje "La Teletón está cero pesos, ayúdala más que nunca", mensaje que apareció en el cartel oficial del evento donde aparece Don Francisco con cara de tristeza al mostrar los bolsillos vacíos de su pantalón.
Felizmente dicha tarea se cumplió con creces y con una gran respuesta de los chilenos. A la 01:14 horas del 1 de diciembre se entregó el cómputo final en el Estadio Nacional, que alcanzó a los $10 532 480 521

Amigos de Chile, esta noche una vez más, hemos querido que prime la bondad, hemos entendido que esta es una necesidad de nuestro país... amigos, esta Teletón no la hace una persona, no la hace un grupo de animadores, no la hace la televisión, no la hacen los artistas, la hace un país, un país que quiere acercarse, que quiere sentirse más bueno, que quiere proyectar la sonrisa de un niño sobre el odio, que ama preferentemente la paz. Chile es un ejemplo al mundo y ese ejemplo lo dimos una vez más. Sufrimos... tuvimos que luchar pero lo conseguimos, para terminar finalmente con la alegría en el alma, porque esta Teletón ha sido un himno a la bondad, ¡un himno a la alegría!
Mario Kreutzberger, 30 de noviembre de 2002.

### Primera meta
Don Francisco, antes de entregar el último cómputo en el teatro, propuso que se iba a pasar el monto recaudado en la versión anterior que eran $6 450 614 205, y al momento de pasar la tarjeta, efectivamente aquello se cumplió y el último cómputo en el teatro marcaba $ 6 598 843 607, 148 millones más que la meta de la campaña del año 2000.

## Participantes
| - Joe Vasconcellos (intérprete del himno oficial "Lo vas a lograr") - Myriam Hernández - Mala Junta - Andrés de León - Douglas - La Sonora de Tommy Rey - Alberto Plaza - Café con Leche - Luis Jara - Ciao - DJ Méndez - Los Jaivas - Los Prisioneros - Yerko Triviño - La Ley - Supernova - Buddy Richard | - Emmanuel - Pedro Fernández - Yuri - Patricia Manterola - Axé Bahía - Porto Seguro - Carambaxé - Víctor Manuel - Luis Fonsi - Paolo Meneguzzi | - Sandy (Testimonio) - Daniel Vilches y Compañía - Bombo Fica - Coco Legrand - Álvaro Salas - Dino Gordillo - Los políticos bailaron axé - Team Mekano - Bafochi - Cachureos - Los Tachuelas - Zoolo TV - Graciela Alfano |

## Transmisión
- Red Televisión
- UCV Televisión
- Televisión Nacional de Chile
- Mega
- Chilevisión
- Canal 13

### Programación
| Horario                                | Bloque                            | Contenido |
| -------------------------------------- | --------------------------------- | --- |
| 22:00-00:45                            | Obertura                          | Con Don Francisco, Antonio Vodanovic, Jorge Hevia, Felipe Camiroaga, Kike Morandé, Karen Doggenweiler, Cecilia Bolocco, Vivi Kreutzberger, Andrea Molina, Macarena Pizarro, Alejandro Guillier y Tomás Cox. Inició con un musical en el que aparecía la niña símbolo Kimberly Cruz cantando en la entrada del Teatro Teletón, luego varios jóvenes que se encontraban en diferentes puntos de Santiago se reúnen y van en caravana al Teatro, para finalizar con Joe Vasconcellos cantando el himno oficial de la cruzada. Actuaciones musicales - Musical de obertura con Joe Vasconcellos - "La Teletón es tuya", "Lo vas a lograr" - Emmanuel - "La chica de humo", "Sentirme vivo" - Myriam Hernández - "Popurrí", "Leña y fuego" - Pedro Fernández - Víctor Manuel |
| 00:45-01:25                            | Desde el Teatro Circus OK 1       | Rutina de Coco Legrand, mostrando parte de su espectáculo "Hasta aquí no más llegamos" |
| 01:25-03:15                            | Bloque de humor                   | Con Don Francisco, Vivi Kreutzberger, Kike Morandé y Álvaro Salas. Incluyó una rutina humorística de "Melame" y el testimonio del humorista "Sandy" Actuaciones musicales - Musical "Axé político" - Andrés de León - "Quiero" |
| 03:15-03:30                            | Desde el Teatro Circus OK 2       | Con Fernando Alarcón. |
| 03:30-05:25                            | Vedetón                           | Con Leo Caprile, Fernando Solabarrieta, Alfredo Alonso y Alejandro Chávez. Actuaciones musicales - Las Primas - "Saca la mano, Antonio" - Grupo La Onda - "Aserejé" |
| 05:25-06:00                            | Backstage                         | Con Jennifer Warner, Carolina Julio, Cristian "Chico" Pérez y Álvaro García. |
| 06:00-08:00                            | Juntitos se pasa mejor            | Con Vivi Kreutzberger, Felipe Camiroaga, Luis Jara y Jeannette Moenne-Loccoz. Incluyó la rutina humorística de La Cuatro (Gloria Benavides) |
| 08:00-10:00                            | Bloque Matinal                    | Desde Valparaíso, con Karen Doggenweiler, Jorge Hevia, Julio Videla, Karla Constant, Magdalena Montes y Carlo Von Mühlenbrock. Incluyó un espacio de Noticias desde el Departamento de Prensa de Chilevisión, con Macarena Pizarro, Alejandro Guillier, Mauricio Bustamante (TVN), Ramón Ulloa (Canal 13) y Mauricio Israel (Mega). |
| 10:00-12:05                            | Bloque infantil                   | Con Don Francisco, Marcelo Hernández y el "Kiwi". Actuaciones - Circo de Los Tachuelas |
| 12:05-12:35                            | Inauguración IRI Teletón Coquimbo | Con Javier Miranda |
| 12:35-15:30                            | Dos generaciones                  | Con Don Francisco, José Alfredo Fuentes, Andrea Molina, Leo Caprile y Claudia Conserva. Incluyó una rutina humorística de Bombo Fica. Actuaciones musicales - José Alfredo Fuentes e hijo - Marcelo Hernández e hijo - "Contigo en la distancia" - Buddy Richard e hijas - "Si me vas a abandonar" - Patricia Manterola - "Ojos negros" - Illapu - "Ojos de niño", "Así te canto" - Luis Fonsi - "Quisiera poder olvidarme de ti" |
| 15:30-17:48                            | Bloque juvenil                    | Con Don Francisco, José Miguel Viñuela, Macarena Ramis, Andrés Baile, Bárbara Rebolledo, Julián Elfenbein y Cristián Sánchez, y desde Antofagasta con Tonka Tomicic, Renato Munster y Javier Olivares. Actuaciones musicales - Team Mekano - Porto Seguro - Café con Leche - Paolo Meneguzzi - Supernova - "Herida" - Carambaxe |
| 17:50-21:00                            | Bloque final en el Teatro Teletón | Con Don Francisco, Kike Morandé, Rafael Araneda, Andrea Tessa, Marcela Vacarezza, Andrea Molina e Iván Núñez. Incluyó una rutina humorística de Arturo Ruiz-Tagle. Actuaciones musicales - Andrea Tessa - Douglas - Musical del Jappening con Ja - "Aserejé" - Yuri - "Baile caliente" |
| Noticieros de cada canal (21:00-22:00) |                                   | |
| 22:00-01:20                            | Cierre                            | Desde el Estadio Nacional, con Don Francisco, Cecilia Bolocco, Kike Morandé, Myriam Hernández, Rafael Araneda, José Alfredo Fuentes, Jorge Hevia, Vivi Kreutzberger, Karen Doggenweiler, José Miguel Viñuela, Andrea Molina, Marcela Vacarezza, Tomás Cox y Fernando Paulsen. La transmisión fue dirigida por Mauricio Correa Godoy. Actuaciones musicales - Musical de obertura cantado por varios animadores y la niña símbolo Kimberly Cruz - "Color Esperanza" - DJ Mendez - "Estocolmo" - Paolo Meneguzzi - "Un condenado te amo" - Axé Bahía - Alberto Plaza - "Voy a cambiar el mundo" - Víctor Manuel - "Solo pienso en ti" - Patricia Manterola - "Que el ritmo no pare" - Los Jaivas - "Todos juntos" (con varios artistas nacionales) - Porto Seguro - "Bailar de a dos" - Emmanuel - "Bella señora", "Corazón de melao" - Luis Jara - "Mañana" - Porto Bahía - Andrés de León - "Quiero" - Mala Junta - "Chile la lleva", "Chileno de corazón" - Joe Vasconcellos - "Las seis" - Grupo La Onda - "Aserejé" - Pedro Fernández - "La bala", "Yo no fui" - Los Prisioneros - "Corazones rojos", "Quieren dinero" |

## Recaudación

### Cómputos
| Hora  | Monto en pesos   | % meta   | Monto en dólares |
| ----- | ---------------- | -------- | ---------------- |
| 22:53 | $ 18 921         | <0,01 %  | $ 34             |
| 23:41 | $ 267 669 364    | 2,67 %   | $ 485 788        |
| 00:40 | $ 580 125 779    | 5,80 %   | $ 1 052 859      |
| 02:19 | $ 712 692 221    | 7,12 %   | $ 1 293 452      |
| 03:37 | $ 1 010 347 500  | 10,10 %  | $ 1 833 661      |
| 04:31 | $ 1 134 475 835  | 11,34 %  | $ 2 058 939      |
| 07:57 | $ 1 279 714 652  | 12,79 %  | $ 2 322 531      |
| 10:24 | $ 1 587 219 238  | 15,87 %  | $ 2 880 615      |
| 12:39 | $ 1 961 092 961  | 19,61 %  | $ 3 559 152      |
| 14:06 | $ 2 495 081 318  | 24,95 %  | $ 4 528 278      |
| 14:52 | $ 3 077 537 538  | 30,77 %  | $ 5 585 367      |
| 16:16 | $ 3 535 977 371  | 35,35 %  | $ 6 417 381      |
| 16:54 | $ 4 012 301 701  | 40,12 %  | $ 7 281 854      |
| 18:19 | $ 4 464 830 168  | 44,64 %  | $ 8 103 140      |
| 18:55 | $ 4 950 351 861  | 49,50 %  | $ 8 984 304      |
| 19:35 | $ 5 108 339 626  | 51,08 %  | $ 9 271 033      |
| 20:02 | $ 5 468 310 558  | 54,68 %  | $ 9 924 338      |
| 20:37 | $ 6 108 670 146  | 61,08 %  | $ 11 086 515     |
| 20:56 | $ 6 598 843 607  | 65,98 %  | $ 11 976 122     |
| 22:22 | $ 6 843 523 018  | 68,43 %  | $ 12 420 186     |
| 23:13 | $ 7 523 440 396  | 75,23 %  | $ 13 654 156     |
| 23:35 | $ 8 400 527 116  | 84,00 %  | $ 15 245 965     |
| 00:05 | $ 9 037 673 408  | 90,37 %  | $ 16 402 311     |
| 00:33 | $ 9 521 707 600  | 95,21 %  | $ 17 280 776     |
| 01:14 | $ 10 532 480 521 | 105,32 % | $ 19 115 209     |

### Auspiciadores
| Empresa              | Rubro             | Monto en pesos | Monto en dólares |
| -------------------- | ----------------- | -------------- | ---------------- |
| 188 Telefónica Mundo | Telefonía         | $ 228 000 188  | $ 413 793        |
| Telefónica Móvil     | Telefonía celular | $ 228 000 188  | $ 413 793        |
| Terra                | Internet          | $ 228 000 188  | $ 413 793        |
| Banco de Chile       | Banco             | $ 160 000 000  | $ 290 381        |
| Cachantún            | Agua mineral      | $ 183 751 859  | $ 333 487        |
| Cerveza Cristal      | Cervezas          | $ 183 751 859  | $ 333 487        |
| Pepsi                | Bebidas           | $ 183 751 859  | $ 333 487        |
| Capel                | Pisco             | $ 73 500 000   | $ 133 411        |
| Clos de Pirque 1     | Vinos             | $ 73 000 000   | $ 132 486        |
| Colún                | Quesos            | $ 60 248 869   | $ 109 344        |
| Confort              | Papel higiénico   | $ 71 345 327   | $ 129 483        |
| Golf                 | Zapatillas        | $ 60 000 000   | $ 108 892        |
| Hasbro               | Juguetes          |                |                  |
| Johnson's            | Sastrería         | $ 46 989 127   | $ 85 279         |
| Lan Chile            | Aerolíneas        | $ 88.000.000   |                  |
| Lucchetti            | Pastas            | $ 50 000 000   | $ 90 744         |
| McDonald's           | Comida rápida     | $ 182 228 613  | $ 330 723        |
| Nenegloss            | Pomadas           | $ 105 323 723  | $ 191 150        |
| Tapsín               | Analgésicos       | $ 105 323 723  | $ 191 150        |
| Omo                  | Detergente        | $ 73 310 000   | $ 133 049        |
| Pampers              | Pañales           | $ 49 228 000   | $ 89 343         |
| Pepsodent            | Pasta dental      | $ 54 275 020   | $ 98 502         |
| Ripley               | Multitiendas      | $ 45 136 865   | $ 81 918         |
| Salcobrand           | Farmacias         | $ 115.000.000  |                  |
| Savory               | Helados           |                |                  |
| Soprole              | Yogur y Leche     | $ 100 000 000  | $ 181 488        |
| Super Pollo          | Avícola           | $ 101 366 700  | $ 183 968        |
| Té Supremo           | Té                | $ 55 000 000   | $ 99 818         |
| Zuko                 | Jugos en polvo    |                |                  |
| Total                | 29 empresas       | $1 885 704 291 |                  |

Notas
1. Aunque Clos de Pirque fue el Vino oficial de la campaña, se comercializó adicionalmente a los Vinos Fressco y Tocornal con el logotipo de la campaña La Teletón es tuya, esto debido a que ambos vinos son marcas hermanas de Clos de Pirque de la Viña Concha y Toro.

### Tareas solidarias
- McDonald's: La empresa de comida rápida participó por primera vez en la Teletón, llamando el público a consumir un total de 250 mil unidades de la Cajita Feliz y/o McCombo durante el sábado 30 de noviembre. Si lograda la meta, McDonald's donaría $400 (US$ 0.73) por producto vendido. En total, fueron consumidos 261 320 unidades de los productos adheridos, lo que permitió la empresa donar $105 millones (US$ 190 563) adicionales a los $77,2 millones que ya tenía comprometido a las 22:45 de ese sábado.
- Líder: Se utilizó el mismo sistema de la Teletón 1998, en que en determinado momento del sábado, la empresa donaría el 100% de las ventas hechas en todas sus hipermercados durante una hora. El resultado batió el propio récord hecho por la empresa en la Teletón anterior, entregando el mayor aporte hecho en la historia de la campaña hasta entonces: $352 897 989 (US$ 640 468), entregues a las 23:20 de ese sábado.[4]

### Primer aporte filantrópico
En esta Teletón, por primera vez, se presentó en el escenario del Estadio Nacional, a media hora del cierre, el empresario chileno radicado en los Estados Unidos José Luis Nazar, que donó $700 (US$ 1.27) por persona que se encontraba en el recinto deportivo. Como había 80 mil asistentes, se concretó un aporte por $56 millones (US$ 101 633) a título personal, siendo considerado el primer aporte de clase filantrópica de la historia de la Teletón.[cita requerida]

## Controversias

### Amenaza de boicot
Una de las polémicas fue una amenaza de boicot por parte de partidarios del Partido Comunista, por un supuesto mal uso de los dineros donados, puesto que argumentaban que un 25% de las recaudaciones eran para animadores y artistas, e incluso señalaron que Don Francisco se llevaba un 5% de las donaciones. Las acusaciones finalmente quedaron en nada. Por su parte, la por ese entonces secretaria general y líder de la izquierda extraparlamentaria Gladys Marín en declaraciones a la prensa señaló que la discapacidad no debe ser un show, sino que debe ser una tarea del Estado. Además criticó el beso que por $40 millones (US$ 72 595) iba a darse junto al entonces alcalde de Santiago Joaquín Lavín.

### Críticas de Los Prisioneros
En el bloque de cierre en el Estadio Nacional, se presentó el grupo Los Prisioneros, quienes cambiaron la letra del tema "Quieren dinero". En las nuevas letras, el vocalista Jorge González criticó tanto a los grupos económicos y a diversos políticos de centroderecha en el coro: "Quiero más Luksic, quiero más Angelini; quiero más UDI, quiero más Pinocheques; quiero más Büchi, quiero más Lavín; quiero más libras, quiero más dólares". El hecho fue criticado por los organizadores, no solo por la crítica hacia el sentido del evento, sino también por la utilización de la campaña con fines proselitistas; sin embargo contaron con el apoyo de un importante número de chilenos.

"¡Qué lindo!, ¿no? Qué bonito que se pueda transformar una cosa en otra; que de todo el ego gigante, que todas las ganas de figurar que tenemos los artistas, ¿no?, se puedan transformar en ayuda a los niños. Que de toda la avaricia y el sentido del buen negocio que tienen las empresas, que pueden subir los precios, pagar menos impuestos, hacerse propaganda y, que con lo que consume la gente, entre comillas ayudar, se pueda ayudar realmente a los niños. Pero es la gallada la que se mete la mano al bolsillo al final, y siempre se cumple la meta"
Jorge González, 30 de noviembre

Ya finalizado el evento, el animador Kike Morandé encontró como "muy mala onda" los dichos del líder de la banda. Días después, en una conferencia de prensa, González reafirmó sus dichos que realizó en las últimas horas del evento. La Directora Ejecutiva de la Fundación Teletón Ximena Casarejos calificó "como un ataque" los dichos de González, en una entrevista dada al noticiario 24 horas de Televisión Nacional de Chile.
Otra versión que circula sobre el porqué de esta crítica fue que correspondería a un presunto desquite personal de Jorge González contra los organizadores de la Teletón por la censura sufrida por el grupo de parte de Televisión Nacional de Chile durante la actuación de su grupo en la versión de 1985, puesto que Los Prisioneros era un grupo musical abiertamente opositor a la dictadura militar de Augusto Pinochet. También en la edición de 1990 el grupo protagonizó otra polémica, aunque de tono menor. En aquella oportunidad se presentaron haciendo playback los temas «Tren al sur» y «Estrechez de corazón», pero entre ambos temas, González quiso entregar algunas palabras de agradecimiento al público, lo que fue interrumpido con la música del segundo tema. El vocalista finalizó su intervención diciendo: "Ojalá todos puedan cooperar, como lo hacemos nosotros con nuestro humilde playback".
Estas manifestaciones le valieron a González, dos meses más tarde en su presentación durante el XLIV Festival Internacional de la Canción de Viña del Mar, la prohibición por contrato de hablar de política y religión en medio del show, sin embargo, el músico se manifestaría igual de forma contestataria acerca de dichos temas, eso sí no hablándole al público, si no que otra vez, cambiando las letras de sus clásicos éxitos.